# A Day at the Races (àlbum)
A Day at the Races (un dia a les carreres) és el cinquè àlbum d'estudi de la banda de rock britànica Queen, publicat el 10 de desembre de 1976 per EMI Records al Regne Unit i per Elektra Records als Estats Units. Enregistrat a The Manor, Sarm East i Wessex Sound Studios d'Anglaterra, va ser el primer àlbum totalment autoproduït de la banda, i el primer completat sense la participació del productor Roy Thomas Baker; les tasques d'enginyeria van ser gestionades per Mike Stone. Serveix com a company de l'anterior àlbum de Queen, A Night at the Opera, ambdós prenen els seus noms de pel·lícules dels germans Marx i tenen embalatges similars i temes musicals eclèctics.
L'àlbum va arribar al capdamunt de les llistes al Regne Unit, Japó i els Països Baixos. Va assolir el cinquè lloc a la llista Billboard Top LPs & Tape dels EUA i va ser el tercer àlbum de Queen en arribar a la certificació d'or als EUA, i posteriorment va aconseguir l'estatus de platí al país. El 2006, una enquesta d'oients realitzada per BBC Radio 2 va situar A Day at the Races com el 67è millor àlbum de tots els temps.

## Rerefons
El 25 d'abril de 1976, la banda es va instal·lar de nou a Londres després d'una gira de quatre etapes, sis mesos i exhaustiva pel seu àlbum de gran èxit, A Night At The Opera, gravat durant l'opressiu estiu de 1975. La banda havia decidit fer una pausa de dos mesos. Només de tant en tant feien activitats relacionades amb els negocis (com filmar el vídeo promocional de You're My Best Friend a finals d'abril). Durant el mes de juny, la banda va començar a planificar les sessions de gravació de l'àlbum, visitant estudis de gravació del Gran Londres per determinar on produirien l'àlbum. El 15 de juny, Roger Taylor i John Deacon van visitar els Sweet Silence Studios a Dinamarca. L'estudi s'havia acabat només dos mesos abans. Van tenir en compte l'estudi a causa del seu ambient fresc.
Després que Taylor i Deacon tornessin de Dinamarca, els assajos van començar el 17 de juny a Ridge Farm Studio, on la banda havia assajat per al seu àlbum anterior el juliol de 1975. A causa de problemes d'equip durant la primera setmana, la banda va contractar Pete Cornish el 25 de juny per ajudar en el manteniment de l'equip. Cornish i la banda havien tingut una implicació prèvia, ja que la seva companyia havia ajudat a reparar i construir nous equips per a la banda el gener de 1972. Brian May va viatjar a Manhattan a principis de juliol (i va ser entrevistat per Circus a l'hotel The Sherry-Netherland al voltant del 6 de juliol) per motius desconeguts, mentre que la resta de la banda encara es trobava a Ridge Farm, assajant per a l'àlbum. Tornaria a mitjans de mes.

## Gravació i producció
Queen va entrar en The Manor en Oxfordshire el 12 de juliol per a començar a treballar en A Day At the Races. No hi era Roy Thomas Baker, qui havia ajudat la banda a produir els seus últims quatre àlbums, degut a que el contracte de quatre discos que havia signat amb la banda en 1972 havia expirat després del llançament del quart àlbum de la banda, i la banda havia decidit gravar l'àlbum per ella mateixa, amb l'ajuda dels enginyers Mike Stone i Gary Langan. Baker viatjaria a Amèrica per a produir més material després de signar un contracte amb CBS Rècords. El 19 de juliol, 29 aniversari de May, (segons una carta escrita per al club de fans al voltant d'aquest temps) mentre la banda estava gravant en The Manor, la banda va rebre per correu articles relacionats amb els pingüins. Un productor gegant de gel de pingüins també va ser enviat a la banda. Aquests articles van ser enviats per correu a la banda a causa de l'interès de May en els pingüins.
El 21 de juliol, Crystal Taylor, un dels roadies de la banda, que després es convertiria en l'assistent personal de Roger, va arribar a The Manor per oferir assistència amb l'equip i observar la sessió. Originalment tenia previst quedar-se una setmana, però el 28 de juliol, la banda li va demanar que es quedés una altra setmana. Al voltant d'aquesta data, la feina va començar a relaxar-se ja que la banda havia acabat 6 cançons. Aquestes cançons eren "Good Old-Fashioned Lover Boy", "The Millionaire Waltz", "You Take My Breath Away", "White Man" (llavors titulada "Simple Man"), "Drowse" i una versió més curta de "Somebody To Love". A l'agost la banda va treballar en les cançons restants de l'àlbum i va acabar una versió més llarga de "Somebody To Love". Tanmateix, la feina encara era relaxada, i la banda de vegades jugava al billar o a jocs de cartes durant dies productius. Durant una partida de billar el 8 d'agost, entre Roger i Crystal Taylor, Roger va demanar a Crystal que fos el seu assistent personal, cosa que Crystal va acceptar.
La banda s'havia reservat per tocar dos concerts els dies 20 i 21 d'agost al Playhouse Theatre d'Edimburg. La banda fins i tot va dir a la revista britànica Melody Maker que estrenarien part del material de l'àlbum durant aquests concerts. Finalment, la banda va cancel·lar aquests concerts perquè no tenien acabat part del material que volien presentar als concerts. En canvi, la banda va optar per fer una minigira pel país durant el setembre. La banda tenia almenys les pistes de suport de "Tie Your Mother Down" (probablement el producte sobredoblat), "Long Away", "You And I" i "Teo Torriatte (Let Us Cling Together)" enregistrades el 24 d'agost, incloent-hi el material gravat anteriorment, abans que la banda comencés a assajar per a la seva minigira d'estiu l'endemà.
La gira d'estiu va començar a Edimburg, on es van estrenar al públic "Tie Your Mother Down" i "You Take My Breath Away". Durant la gira d'estiu, la banda va traslladar la producció als Sarm East Studios i hi va treballar entre concerts esporàdicament (asistint aproximadament a nou sessions) entre el 5 i el 16 de setembre per sobregrabar les pistes d'acompanyament gravades. Va ser durant aquest període quan s'afegirien sobredoblatges de guitarra predominantment a "The Millionaire Waltz", que encara no s'acabaria després del final de la temporada. La majoria de les cançons que es van gravar inicialment al juliol es van acabar durant aquest temps, i la resta de les cançons enregistrades a l'agost que no es van interpretar en directe es van ajornar fins que es va reprendre pròpiament el treball en el disc.
El treball en l'àlbum es va reprendre el 20 de setembre a Sarm. Durant aquest període de la producció de l'àlbum, la banda va començar a sobredoblar el que quedava i a mesclar algunes de les cançons acabades. El 23 de setembre, la banda va publicar un missatge d'agraïment a la premsa musical per als seus fans sobre la seva càlida resposta al seu concert a Hyde Park el 18 de setembre (la data final de la gira d'estiu). "Tie Your Mother Down" es va barrejar majoritàriament el 26 de setembre, i durant el mateix dia es va treballar una barreja de "Long Away". La banda va completar una barreja preliminar de "Somebody To Love" el 29 de setembre. Tanmateix, el treball va continuar sent relativament esporàdic durant les següents setmanes. La banda va assistir a una festa celebrada per Aerosmith a Londres el 6 d'octubre.
La banda va centrar la seva atenció en el senzill principal a mitjans d'octubre, que estava previst que fos llançat en tres setmanes. Van barrejar el senzill del 18 al 24 d'octubre. "Somebody To Love", que es va gravar en dues parts separades, es va barrejar primer. Les parts 1 i 2 es van fusionar i es van completar el 22 d'octubre. Després van dirigir la seva atenció a "White Man", que es va barrejar majoritàriament el 23 d'octubre i es va acabar el 24 d'octubre. La banda es va traslladar a Wessex Sound Studios el 25 d'octubre per començar a barrejar la resta de l'àlbum. El 26 d'octubre es van barrejar "Long Away" i "Good Old-Fashioned Lover Boy". El 28 d'octubre, mentre barrejava temes de l'àlbum, la banda va ser portada a una habitació diferent de Wessex per participar en una sessió de fotos. Les fotos d'aquesta sessió acabarien a la funda interior de l'àlbum.
La pressió per completar l'àlbum es feia més evident, a mesura que s'acostava la data de venciment. Després d'un dia de descans a finals de mes, immediatament es va reprendre la feina. L'1 de novembre, "You Take My Breath Away" es va barrejar i es va acabar l'endemà. El 5 de novembre es va crear una cinta de l'àlbum encara inacabat, amb una llista de cançons diferent i amb molt soroll i veus d'estudi, evidenciant que encara no s'havia barrejat fora d'algunes cançons. "Teo Torriatte" ni tan sols s'havia completat en aquell moment, amb alguns sobregrabats crucials encara amb la necessitat d'afegir-se. El 9 de novembre, "Long Away", "Drowse" i "Tie Your Mother Down" es van barrejar completament a Wessex. Aquestes cançons s'havien treballat durant els tres dies anteriors.
El 16 de novembre, "The Millionaire Waltz" i "You And I" es van barrejar a Wessex. Els dies 17 i 18 de novembre es va barrejar "Teo Torriatte" a Wessex, i el disc es va masteritzar el 19 de novembre, completant-lo oficialment. El 26 de novembre es va fer un passi de premsa de l'àlbum als fans i a la premsa musical als Advision Studios. L'àlbum va trigar aproximadament 16 setmanes a gravar-se, el temps més llarg que la banda havia passat gravant un àlbum des del moment del seu llançament.

## Cançons

### Cara A

#### "Tie Your Mother Down"
"Tie Your Mother Down" va ser escrita per Brian May a Tenerife a principis de 1968, dos anys abans de la formació de Queen. En aquell moment, estava treballant en el seu doctorat en astronomia. Va escriure la cançó amb guitarra clàssica i va pensar que canviaria el títol i el cor més tard, però quan la va portar a la banda per incloure-la en aquest àlbum, a Freddie Mercury li va agradar l'original i es va mantenir tal com estava escrita.
La cançó va precedida d'una introducció instrumental que consisteix en una part de guitarra multipista, que recorda la cançó "White Man", seguida d'una figura de to de Shepard, que es repeteix al final de "Teo Torriatte" per crear un "cercle" a l'àlbum. L'escala ascendent de la segona part de la introducció es va crear invertint una gravació d'una escala descendent tocada en un harmònium.
La major part de la cançó es pot descriure com heavy blues rock, amb veus agressives del cantant principal Mercury, així com un solo de guitarra slide de May, que va proporcionar la majoria de les veus de suport.
Es va fer un vídeo musical per a la cançó, dirigit per Bruce Gowers i basat en un clip d'actuació rodat al Nassau Veterans Memorial Coliseum a Long Island, Nova York, el febrer de 1977 durant la gira principal de la banda a l'arena estatunidenca. Després del seu llançament el 1976, la cançó va ser interpretada per Queen en cada gira posterior.

#### "You Take My Breath Away"
"You Take My Breath Away" va ser escrit per Mercury i basat en l'escala menor harmònica. La va interpretar ell mateix a Hyde Park abans de gravar-la, i totes les veus de la versió de la cançó de l'àlbum van ser interpretades per ell, igual que la part de piano.
Inusual per a Queen, la veu principal de Mercury era de tres pistes per aconseguir «una veu en solitari que pogués aguantar el cor».
Hi ha un interludi vocal entre aquesta cançó i la següent en què un rentat de veus que consisteix en un bucle de Mercury amb diverses pistes que repeteix les paraules "take my breath" augmenta constantment de volum fins que es resol en la frase resonat "take my breath away" i s'esvaeix.

#### "Long Away"
"Long Away" va ser composta i cantada per May. Va utilitzar una guitarra elèctrica Burns Double Six de dotze cordes per a les parts rítmiques, en lloc de la seva Red Special; havia volgut utilitzar un Rickenbacker perquè admirava John Lennon, però no li anava bé el coll prim de l'instrument. La cançó es va publicar com a senzill als EUA, Canadà i Nova Zelanda, però no es va posicionar a les llistes enlloc.

#### "The Millionaire Waltz"
"The Millionaire Waltz" va ser escrit per Mercury sobre John Reid (el manager de Queen i Elton John en aquell moment). Com "Bohemian Rhapsody", és una cançó multitímbrica i multimètrica i inclou canvis bruscos d'arranjament amb May fent cors de guitarra multipista. A mig camí, aquest vals de 3/4 està interromput per un curt segment de roc dur de 12/8. És un exemple notable de la interpretació del "baix principal" de John Deacon, que es pot escoltar de manera bastant destacada al començament de la cançó, quan només toquen Deacon i Mercury (baix i piano/veu, respectivament).

#### "You and I"
"You and I" és l'única cançó de l'àlbum escrita per Deacon. Està en la tonalitat de re major, està principalment impulsat per piano i inclou Deacon a la guitarra acústica. La cançó va ser presentada com a cara B de "Tie Your Mother Down", però mai es va tocar en directe.

### Cara B

#### "Somebody to Love"
"Somebody to Love" va ser escrita per Mercuri. La cançó es va inspirar en la música gospel, especialment la d'Aretha Franklin, i Mercury, May, Deacon i Taylor van fer diverses pistes amb les seves veus per aconseguir la impressió d'un cor gospel de 100 veus. La part vocal de Mercury compta amb una àmplia gamma de notes, que van des d'un La♭2 (en l'últim vers coral) fins a un falset La♭5 (al màxim del seu melisma en "ooh" durant el descans del cor). Mantenint-se fidel a l'estil guiat per la guitarra de Queen, la pista també estava plena de parts d'harmonies intricades i un solo de May.
La cançó va ser el senzill més existòs de l'àlbum. Va ocupar el número dos de les llistes del Regne Unit (mantingut fora del primer lloc per "Under the Moon of Love" de Showaddywaddy) i el número 13 de les llistes de senzills dels Estats Units.

#### "White Man"
"White Man" va ser escrita per May sobre el patiment dels nadius americans a mans dels immigrants europeus durant el període colonial, prenent el punt de vista dels pobles nadius. És una de les obres més heavies de Queen, temàticament i musicalment.
La cançó va presentar un solo vocal notable de Mercury a la gira A Day at the Races Tour, i tant un solo vocal de Mercury com un solo de guitarra de May a la gira de 1977–78 News of the World. En les posteriors gires Return of the Champions (2005) i Rock The Cosmos Tour (2008), el riff de "White Man" es va utilitzar com a introducció de "Fat Bottomed Girls".

#### "Good Old-Fashioned Lover Boy"
"Good Old-Fashioned Lover Boy" va ser escrita per Mercury. Comença amb una introducció de piano i veu de Mercury, i el baix i la bateria s'uneixen a l'inici del cor. Part del pont de la cançó és cantada per Mike Stone (les línies: "Hey boy where'd you get it from? Hey boy where did you go?"). L'enregistrament es veu millorat amb veus multipista, així com els cors de guitarra de May.
La cançó es va interpretar en directe a Top of the Pops el juny de 1977, amb Taylor cantant la part de Stone. La major part del tema va ser inclosa als concerts del grup a les gires d'A Day at the Races i News of the World.

#### "Drowse"
"Drowse" és l'única cançó de l'àlbum escrita per Roger Taylor, que, a més de tocar la bateria, feia totes les veus i tocava la guitarra rítmica; May tocava la guitarra slide. Igual que "I'm In Love With My Car", la cançó de Taylor a l'àlbum anterior, "Drowse" està a 6/8.
La cançó mai s'ha interpretat en directe, però va ser assajada per Queen + Adam Lambert abans del seu concert Rock Big Ben Live. Va aparèixer tant a les edicions estàndard com de luxe de Queen Forever.

#### "Teo Torriatte (Let Us Cling Together)"
"Teo Torriatte (Let Us Cling Together)" va ser l'homenatge de May als fans japonesos de la banda, i es va tocar en directe a Tòquio durant la gira de Jazz el 1979, i de nou quan la banda va visitar el Japó durant les gires de The Game i Hot Space el 1981 i el 1982, respectivament. Té dos cors cantats en japonès, per la qual cosa és una de les tres cançons de Queen en què es canta un vers o cor sencer en un idioma diferent de l'anglès (les altres són "Mustapha", de Jazz i "Las Palabras de Amor" de Hot Space). La cançó inclou un piano, un piano de plàstic i un harmònium, tots ells tocats per May.
La melodia harmònica que acaba la cançó és una repetició més llarga de la segona part de la introducció de "Tie Your Mother Down", el primer tema del disc. May la va descriure com "una escala interminable", també coneguda, sobretot en música, com un to de Shepard.

## Senzills
Al Regne Unit, el primer tema de l'àlbum que es va publicar com a senzill va ser "Somebody to Love", el 12 de novembre de 1976 (EMI 2565); va arribar al número dos. "Tie Your Mother Down" va seguir el 4 de març de 1977 (EMI 2593), arribant al número 31, i "Good Old-Fashioned Lover Boy" el 20 de maig de 1977, arribant al número 17.
Als EUA, "Somebody to Love" es va estrenar el 10 de desembre de 1976 (Elektra E45362) i va arribar al número 13. Va ser seguit per "Tie Your Mother Down" (Elektra E45385) el març de 1977, que va arribar al número 49. Tots dos es van publicar al Japó, igual que "Teo Torriatte", que no va ser llançat com a senzill a cap altre territori.

## Recepció i llegat
L'àlbum va obtenir crítiques diverses de la crítica contemporània. The Washington Post el va descriure com «una judiciosa barreja de rockers de heavy metal i cançons de torxa d'influència clàssica, gairebé operísticas.» The Winnipeg Free Press També va ser agraït, i va escriure: «Races és una reconfirmació de la posició de Queen com el millor de la tercera onada de grups de rock anglesos». La revista Circus va donar a l'àlbum una crítica mixta, escrivint: «Amb A Day at the Races, han abandonat completament l'art-rock. Ara són ximples. I meravellosament desvergonyits».
No obstant això, les crítiques retrospectives han estat positives i més agraïdes a l'àlbum. Greg Kot, en la ressenya de Chicago Tribune, va donar a l'àlbum una puntuació molt positiva que coincideix amb la puntuació exacta de l'àlbum anterior, i va comentar com considera aquest àlbum com una part del cim artístic de la banda al costat d'A Night At The Opera.
En una revisió retrospectiva, l'editor d'AllMusic Stephen Thomas Erlewine va considerar "Tie Your Mother Down" i "Somebody to Love", juntament amb la balada "You Take My Breath Away", com les millors cançons de l'àlbum, i va dir que l'àlbum marcava un punt en què Queen «va entrar en una nova fase, on són titans que conquisten el món en lloc de desfavorits». La revista Q va escriure que «l'amplitud de la seva ambició continua sent impressionant, igual que temes com ara 'Tie Your Mother Down' de May i el barroc un-dos de Mercury, 'Somebody To Love' i 'Good Old-Fashioned Lover Boy'». Ben Sisario, escrivint a The Rolling Stone Album Guide (2004), va trobar l'àlbum «una mica massa previsible» i el va anomenar «una seqüela ràpida d'Opera». De la mateixa manera, AJ Ramírez, escrivint per a PopMatters, va descriure l'àlbum com «un descens comparatiu» i «un disc bo però no genial», tot i que va reconèixer que la banda «ara dominava fermament la mecànica de les cançons pop», que els va donar més senzills que qualsevol àlbum anterior.
El 2006, una enquesta d'oients realitzada per BBC Radio 2 va resultar amb A Day at the Races votada com el 67è millor àlbum de tots els temps. El mateix any, en una enquesta mundial de Guinness i NME per trobar els "100 àlbums més grans de tots els temps", l'àlbum va acabar en el número 87. També va aparèixer a "The 200 Greatest Albums of the 70s" de Classic Rock i Metal Hammer, on es va classificar com un dels els 20 millors àlbums del 1976. La revista Out el va classificar en el lloc 20 de 100 en una enquesta de «més de 100 actors, còmics, músics, escriptors, crítics, artistes de performance, representants de segells i DJ's, demanant a cadascun que enumerés els 10 àlbums que van deixar les impressions més indelebles a les seves vides.» A l'edició de 1987 de The World Critics List, el presentador de ràdio i discjòquei Peter Powell de la BBC va classificar A Day at the Races com el sisè millor àlbum de tots els temps, i Jim DeRogatis del Chicago Sun-Times va incloure el disc al seu "The Great Albums" el 2006.

## Llistat de pistes

### Estrena original
| 1. | «Tie Your Mother Down»    |           | 4:48 |
| 2. | «You Take My Breath Away» |           | 5:09 |
| 3. | «Long Away»               | Brian May | 3:34 |
| 4. | «The Millionaire Waltz»   |           | 4:54 |
| 5. | «You and I»               |           | 3:25 |

| 6.            | «Somebody to Love»                      |                        | 4:56  |
| 7.            | «White Man»                             |                        | 4:59  |
| 8.            | «Good Old-Fashioned Lover Boy»          | Mercury amb Mike Stone | 2:54  |
| 9.            | «Drowse»                                | Roger Taylor           | 3:45  |
| 10.           | «Teo Torriatte (Let Us Cling Together)» |                        | 5:54  |
| Durada total: | Durada total:                           | Durada total:          | 53:08 |

| 11.           | «Tie Your Mother Down» (1991 bonus remix by Matt Wallace) | 3:44  |
| 12.           | «Somebody to Love» (1991 bonus remix by Randy Badazz)     | 5:00  |
| Durada total: | Durada total:                                             | 53:08 |

Totes les veus principals de Freddie Mercury tret que s'indiqui el contrari.

### Reedició d'Universal Music (2011)
| 1.            | «Tie Your Mother Down» (backing track mix 2011)                    | 3:49  |
| 2.            | «Somebody to Love» (live at Milton Keynes Bowl, June 1982)         | 7:57  |
| 3.            | «You Take My Breath Away» (Live at Hyde Park, September 1976)      | 3:07  |
| 4.            | «Good Old-Fashioned Lover Boy» (Top of the Pops, July 1977 (mono)) | 2:53  |
| 5.            | «Teo Torriatte (Let Us Cling Together)» (HD mix)                   | 4:47  |
| Durada total: | Durada total:                                                      | 22:33 |

### iTunes edició de luxe (2011)
| 1. | «You Take My Breath Away» (live at Earls Court '77) |  |
| 2. | «Tie Your Mother Down» (live at Milton Keynes '82)  |  |
| 3. | «Somebody to Love»                                  |  |

## Personal
La informació es basa en les obres completes de Queen i en les notes de l'àlbum.
La numeració de les pistes fa referència a les versions de CD i digitals de l'àlbum.
Queen
- Freddie Mercury : veu principal (1, 2, 4–8, 10), cors (totes excepte la 9), veu del cor gospel (6), piano (2, 4–6, 8)
- Brian May : guitarra elèctrica (totes les pistes), guitarra slide (1, 9), orquestració de guitarra (1, 4, 10), harmònium (1 - intro, 10), piano (10), cors (1, 3–8, 10), veu del cor gospel (6), veu principal (3), guitarra acústica (9)
- Roger Taylor: bateria (all but 2), percussió (1-3, 8, 10), timbals (9), guitarra elèctrica rítmica (9), cors (tot excepte la 2), veus de cor gospel (6), veu principal (9)
- John Deacon: baix (totes les pistes), guitarra acústica (5), cors (1)

Personal addicional
- Mike Stone - veus addicionals (8)

## Gràfiques
| Llista (1987–88)                               | Posició |
| ---------------------------------------------- | ------- |
| Alemanya àlbums (Offizielle Top 100)           | 10      |
| Austràlia àlbums (Kent Music Report)           | 8       |
| Àustria àlbums (Ö3 Austria)                    | 8       |
| Canadà Top Albums/CDs (RPM)                    | 4       |
| Estats Units Billboard 200                     | 5       |
| Finlàndia àlbums (The Official Finnish Charts) | 4       |
| Japó àlbums (Oricon)                           | 1       |
| Nova Zelanda àlbums (RMNZ)                     | 11      |
| Noruega àlbums (VG-lista)                      | 3       |
| Països Baixos àlbums (Album Top 100)           | 1       |
| Suècia àlbums (Sverigetopplistan)              | 8       |
| UK Albums (OCC)                                | 1       |

| Llista (2019)                      | Màxima posició |
| ---------------------------------- | -------------- |
| Bèlgica àlbums (Ultratop Wallonia) | 154            |

| Llista (2021)         | Màxima posició |
| --------------------- | -------------- |
| Polònia àlbums (ZPAV) | 48             |

| Llista (1977) | Posició |
| ------------- | ------- |
| Austràlia     | 45      |
| Canadà        | 38      |
| Japó          | 24      |
| Regne Unit    | 45      |

## Certificacions i vendes
| Llista                | Vendes      | Certificació |
| --------------------- | ----------- | ------------ |
| Alemanya (BVMI)       | 250.000 +   | Or           |
| Bèlgica (BEA)         | 25.000 +    | Or           |
| Canadà (Music Canada) | 100.000 +   | Platí        |
| Estats Units (RIAA)   | 1.000.000 + | Platí        |
| Japó (RIAJ)           | 135.000 +   | Or           |
| Paisos Baixos (NVPI)  | 100.000 +   | Platí        |
| Polònia (ZPAV)        | 20.000 +    | Platí        |
| Regne Unit (BPI)      | 100.000 +   | Or           |
| Sud-àfrica (RISA)     | 25.000 +    | Or           |